# Expédition britannique au Cho Oyu de 1952

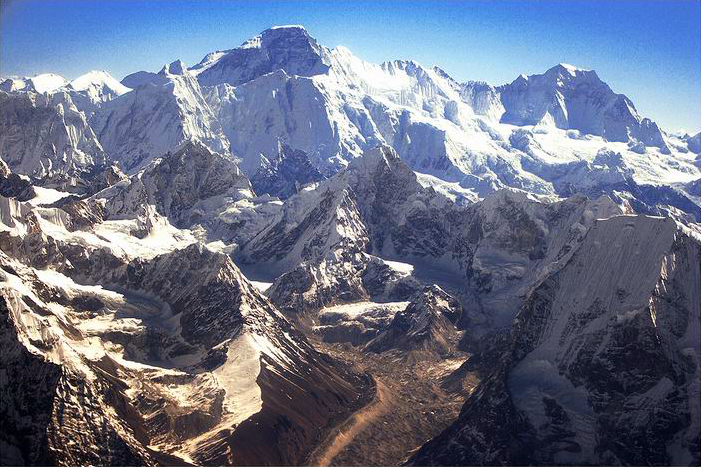
Vue aérienne du Cho Oyu.

L'expédition britannique au Cho Oyu de 1952 est organisée par le Joint Himalayan Committee. Après l'expédition de reconnaissance de 1951, les Britanniques espèrent pouvoir tenter l'ascension de l'Everest dès l'année suivante. Mais les autorités du Népal avaient déjà donné leur accord à une expédition suisse, valable pour toute l'année 1952. Forcés de patienter jusqu'en 1953, les Britanniques décident d'organiser – en 1952 – une expédition au Cho Oyu (8 188 m), surnommée la Déesse turquoise. Eric Shipton est désigné pour conduire cette expédition, et Griffith Pugh est chargé de tester les équipements d'approvisionnement en oxygène et de superviser la préparation des membres en vue de 1953. 
L'expédition est un échec du point de vue de ces deux objectifs ; la mauvaise planification de Shipton entraîne son remplacement à la tête de l'expédition de 1953.
L'expédition est composée des Britanniques Eric Shipton (chef d'expédition), Charles Evans, Tom Bourdillon, Ray Colledge, Alfred Gregory et Griffith Pugh ; des Néo-Zélandais Edmund Hillary, George Lowe et Earle Riddiford ; et du Canadien Campbell Secord. Les membres de l'expédition quittent Southampton le 7 mars ; à l'exception de Shipton, Pugh et Secord qui les rejoignent plus tard.
Le club alpin de Nouvelle-Zélande apporte un soutien financier à l'expédition, ainsi que le journal The Times qui s'assure l'exclusivité sur la couverture, étendue jusqu'à un mois après la fin de l'expédition. Des tensions surviennent entre certains membres. Le Néo-Zélandais Riddiford mange et fait tente commune avec Britanniques en raison d'un différend l'ayant opposé à Lowe à Ranikhet (en) lorsqu'il est sélectionné en vue de expédition de reconnaissance de 1951, à la place de Lowe (qui n'a pas d'argent pour payer sa part des frais).

## Objectifs et préparation de l'expédition
Les objectifs de cette expédition sont de gravir le sommet du Cho Oyu, de former un groupe de grimpeurs capables de bien s'acclimater à 7 400 m ou plus, et de perfectionner le recours aux appareils à oxygène,.
Dans sa première dépêche au Times, Shipton déclare que son objectif est de vaincre le Cho Oyu.
Eric Shipton passe une journée à dresser la liste du matériel, mais c'est à Earle Riddiford (vétéran de l'expédition de 1951 avec Michael Ward, et qui est désormais hébergé à Londres par Norman et Enid Hardie) que revient la tâche d'effectuer les commandes, l'emballage et l'expédition du matériel, Shipton étant systématiquement absent. La quantité de nourriture prévue pour les membres britanniques est deux fois inférieure à celles emportée par les Néo-Zélandais. Shipton a prévu peu de sucre, de beurre, de confiture, de porridge ou encore de lait. Riddiford décrira la nourriture comme étant « immonde », et dira que de jeunes grimpeurs comme Bourdillion étaient « à moitié affamés ». Les stocks alimentaires des Britanniques sont donc complétés par les approvisionnements des Néo-zélandais.

## L'expédition
Le camp de base est établi le 29 avril 1952 à Lunak sous le col de Nangpa La (5 700 m). Lors de la marche vers le camp de base, Shipton s'acclimate rapidement, mais il fait avancer à marche forcée ceux qui s'acclimatent moins rapidement.
Inquiet d'être repéré par les troupes chinoises à travers la frontière, Shipton n'est pas disposé à organiser une tentative sérieuse depuis le Tibet où l'escalade semble pourtant plus facile ni à établir un camp de base (ni même un camp intermédiaire) du côté tibétain (comme cela est proposé par Hillary, Lowe, Riddiford et Secord). Shipton a été consul britannique à Kashgar puis à Kunming, en Chine, avant d'être expulsé par le nouveau gouvernement chinois, et il souhaite éviter tout affrontement avec les troupes chinoises du côté tibétain afin de ne pas être pris pour des espions, ce qui risquerait de compromettre l'expédition prévue en 1953. En 2006, une fusillade impliquant des troupes chinoises a lieu près du Nangpa La. Mais après un après-midi « démoralisant » passé à argumenter contre le fait d'établir un camp du côté tibétain, Shipton finit par accepter qu'un camp soit dressé juste à côté du Nangpa La, et d'envoyer une équipe pour tenter la première traversée du col de Nup La à l'est du Cho Oyu, camp qui pourrait être rapidement démonté si des soldats chinois étaient aperçus. L'équipe chargée de la reconnaissance est conduite par Edmund Hillary, mais elle est stoppée par un dangereux mar de glace et une chaîne d'approvisionnement tendue ; elle est contrainte de faire demi-tour à 6 800 m. Hillary déclarera plus tard qu'il ressentait « presque un sentiment de honte que nous nous soyons permis d'admettre la défaite si facilement »,.
Hillary, Lowe accompagnés de trois Sherpas (Ang Puta, Tashi Puta et Angye) « très nerveux » franchissent le col de Nup La, réalisant la première traversée des trois cols entre la vallée du Khumbu et la vallée du Barun (en). « Nous avons tenté [de franchir] la partie supérieur, fortement crevassée, du glacier de Ngojumba et avons forcé un chemin dans l'étroit col de Nup La ». Hillary et Lowe s'enfonce profondément en territoire chinois « comme deux mauvais garçons », descendent le glacier du Rongbuk et contourne l'ancien camp III, utilisé par les expéditions des années 1920, sous le col Nord. Il leur faut six jours pour traverser les cascades de glace et parcourir 6,5 km mais Lowe déclare que c'était « l'alpinisme le plus excitant, exigeant et satisfaisant que nous ayons entrepris » réalisé « avec moins [de matériel] que je n'en aurait eu pour une sortie un week-end en Nouvelle-Zélande ». Ils atteignent le glacier du Barun entre l'Everest et le Makalu et aperçoivent le Tibet depuis la partie supérieure du glacier, complétant ainsi leur circuit autour de l'Everest par ses plus hauts cols.
À la fin de l'expédition, en juin, Shipton part avec Evans, Hillary et Lowe à travers les jungles du Népal et parvient jusqu'à la frontière indienne le long des rives de la rivière Arun. Ils font l'ascension de onze sommets dans la vallée du Barun, à l'ouest du Nangpa La. Hillary et Lowe redescendent la rivière Arun sur deux matelas gonflables attachés entre eux ; évitant de justesse un tourbillon et une importante cataracte en s'accrochant à un rocher, puis à une corde envoyée par Shipton.

## Enseignements
Griffith Pugh, le physiologiste de l'expédition, devait préparer l'expédition de 1953. Ses recommandations formelles à l'Himalayan Committee sont les suivantes : « forme physique et esprit d'équipe essentiels ; équipement en oxygène nécessaire au-dessus du col Sud ; système en circuit fermé à privilégier ; vêtements à faire sur-mesure ; hygiène générale et alimentaire importante ; les grimpeurs doivent s'acclimater au-dessus 15 000 pieds (4 572 m) pendant au moins 36 jours ; une mauvaise acclimatation ne doit pas conduire à écarter [un grimpeur], le mal pouvant être temporaire ». Mais ses expériences sont « bloquées » car personne n'atteint les 24 000 pieds (7 315 m).
Pugh critique la mauvaise hygiène autour des camps et la consommation d'eau contaminée, qui rend malade plusieurs membres de l'expédition lors de la marche d'approche.
Selon Pugh et Wood en 1953, les principaux enseignements des expériences menées en 1952 sur le Menlung La à 20 000 pieds (6 096 m) sont :
- plus la quantité d'oxygène respiré est importante, plus le bénéfice subjectif est grand ;
- le poids supplémentaire induit a, dans une grande mesure, limité le gain en performance ;
- le débit minimum requis est de 4 litres par minute ; alors qu'avant la Seconde Guerre mondiale, des débits de 1, 2 ou 2,25 litres par minute avaient été testés ;
- l'oxygène permet une grande réduction de la ventilation pulmonaire ;
- l'oxygène permet un grand soulagement dans la sensation de lourdeur et de fatigue dans les jambes (ils ne testent pas si l'oxygène permet d'améliorer l'endurance). Bourdillon décide que la meilleure combinaison est un appareil en circuit fermé avec un apport en oxygène pur pour l'ascension et un appareil en circuit ouvert avec une concentration en oxygène plus faible pour dormir. Avec son père, Robert Bourdillon, il développe un appareille en circuit fermé utilisé par Charles Evans et lui-même lors de leur première ascension du sommet sud de l'Everest le 26 mai 1953[19].

## Développements ultérieurs
L'expédition n'atteint aucun de ses objectifs, la réputation de Shipton est « publiquement réduite en morceaux » au Royaume-Uni, et l'expédition est qualifiée par McKinnon de « l'une des pages noires de l'histoire de l'alpinisme d'après-guerre ».
Shipton ne se rend devant le Comité à Londres que le 28 juillet. 
Shipton et Hillary ne mentionnent que brièvement cette expédition dans leurs Mémoires respectives. Pugh, Riddiford, Secord... plusieurs membres en viennent à douter des compétences de Shipton à conduire une grande expédition ; Hillary partage également cet avis dans ses notes personnelles bien qu'il se garde de faire des critiques en public. Shipton sera remplacé par John Hunt en tant que chef d'expédition en 1953.

### Sources et bibliographie
- (en) John Hunt, The Ascent of Everest, Londres, Hodder & Stoughton, 1953 (lire en ligne)
- (en) Maurice Isserman et Stewart Weaver, Fallen Giants : A History of Himalayan Mountaineering from the Age of Empire to the Age of Extremes, New Haven, Yale University Press, 2008 (ISBN 9780300115017, lire en ligne)
- (en) George Lowe et Huw Lewis-Jones, The Conquest of Everest : Original Photographs from the Legendary First Ascent, Londres, Thames and Hudson, 2013 (ISBN 978-0-500-54423-5)
- (en) Lyn McKinnon, Only Two for Everest, Dunedin, Otago University Press, 2016 (ISBN 978-1-972322-40-6, otago623039.html)
- (en) Walt Unsworth, Everest, Londres, Allen Lane, 1981 (ISBN 0713911085)